# Escuminac (New Brunswick)

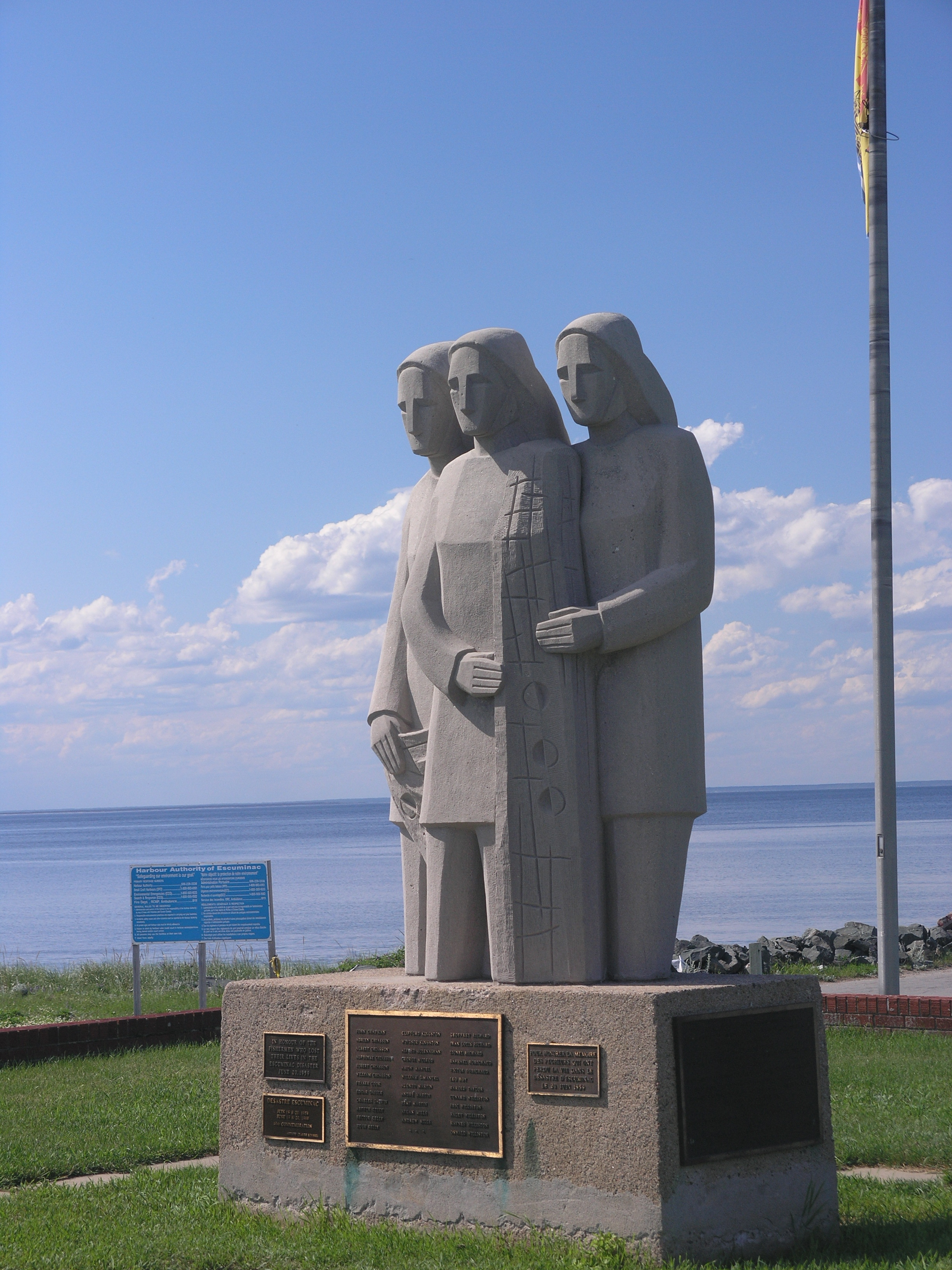
Escuminac Disaster Memorial

Escuminac ist ein Fischerdorf in der kanadischen Provinz New Brunswick. Der Ort hat 166 Einwohner. 2011 betrug die Einwohnerzahl 212.

## Geografie
Escuminac liegt im Northumberland County an der Mündung des Miramichi River nach dessen Erweiterung zur Miramichi Bay und unmittelbar vor deren Übergang in den Sankt-Lorenz-Golf. Rund 40 Kilometer westlich befindet sich Miramichi. In der Nähe des Dorfes befindet sich an der Küste ein Leuchtturm.

## Historie
Das Gebiet des heutigen Fischerdorfes wurde schon vor hunderten von Jahren von den
Mi'kmaqindianern bewohnt. Der Name Escuminac bedeutet in der Sprache der Ureinwohner so viel wie „Aussichtsplatz“ (engl. watching place). Wegen seines Fischreichtums wurde die Gegend von britischen und akadischen Einwanderern besiedelt. 
In der Nacht vom 19. auf den 20. Juni 1959 wurde der Ort von einer großen Tragödie heimgesucht. Ein verheerender Hurrikan erreichte die Küste vor Escuminac und brachte 22 Fischerboote zum Kentern. Aufgrund der extrem rauen See mit meterhohen Wellen verloren dadurch 35 Menschen ihr Leben. Zu Ehren der Toten wurde ein Denkmal, das Escuminac Disaster Memorial errichtet.
Heutige Lebensgrundlage der Einwohner ist nach wie vor der Fischfang, saisonal auch der Fang von Hummern. Der Ort besitzt einen bedeutenden Binnenhafen. Ein weiterer Wirtschaftszweig ist der Abbau von Torf von in der Nähe gelegenen Torfmoorflächen.